# 신정 (1442년)
신정(申瀞, 1442년 ~ 1482년 4월 24일)은 조선시대 전기의 문신, 정치인이자 외척이다. 본관은 고령으로 자는 언유(彦游)이고 작위는 고천군이다. 신숙주의 아들이며, 세조의 후궁 숙원 신씨의 이복 오빠이다. 학자 신용개의 숙부이다. 연산군의 생모 폐비 윤씨는 그의 6촌간이었다. 태종의 서자 후령군 이간은 그의 장인이다.
전첨으로 재직 중 1466년 과거에 급제하여 관직에 올랐고, 병조참지, 호군 등을 역임했다. 예종이 급서하자 한명회, 아버지 신숙주 등과 자을산군 혈(후일의 성종)을 지지하였고, 성종 즉위 후 동부승지, 좌부승지 등을 거쳐 성종을 추대한 공로로 좌리공신 4등에 책록됐다. 이후 좌승지, 도승지, 이조참판, 공조참판 등을 역임하고 고천군에 봉작되었다.

## 생애
경사에서 태어났으며, 참의 신포시(申包翅)의 증손으로, 할아버지는 대제학 신장(申檣)이고, 아버지는 영의정부사 고령부원군 신숙주이며, 어머니는 무송군부인 무송윤씨로 사재감부정(司宰監副正) 윤경연(尹景淵)의 딸이자 대제학 윤회의 손녀딸이다.
왕실의 이중 인척으로 아버지 신숙주의 서녀이자 서모 배씨 소생의 이복여동생은 세조의 후궁 숙원 신씨가 되었고, 당고모 고령군부인의 딸은 성종의 계비이자 연산군의 생모인 폐비 윤씨였다. 그 역시 태종의 서자 후령군의 딸 전주이씨와 결혼하여 왕실의 인척이 되었다.
음보로 출사하여 여러 벼슬을 거쳐 1466년(세조 12) 종친부전첨(宗親府典籤)으로 있으면서 그해 3월 9일 춘시문과(春試文科)에 3등으로 급제하여 이듬해 예문관직제학으로 승진되었다.
1468년(예종 즉위년) 호군에서 병조참지ㆍ병조참의를 거쳐 예종 사후 아버지 신숙주, 한명회, 정인지 등과 함께 자을산군 혈을 적극 지지하였다. 1469년 성종이 즉위한 직후에 승정원동부승지가 되었다. 1470년 다시 동부승지에 임명되었다. 1471년(성종 2년) 좌부승지가 되고 성종을 지지, 추대한 공로로 순성명량경제홍화좌리공신(佐理功臣) 4등훈에 책록되었으며 이어 승정원좌승지를 거쳐 1474년 도승지가 되었다.
좌승지로 재직 중  1474년 폭염이 계속되자 옥중죄인들 중 병자들과 가벼운 경범죄자들의 보석을 계청하여 성사시키거, 사헌부에서 문초를 받던 죄인이 다음날 사망하는 일이 발생하자, 더운 날에는 고문을 가하지 말 것을 상주하여 성종이 이를 받아들였다.
효자이기도 하였던 그는 1475년 6월 17일 아버지 신숙주가 갑자기 위독하여 6월 2일~21일까지 병석에 있자 도승지를 사직하고 이때부터 아버지의 병수발을 들었다 한다. 6월 17일 성종의 특명으로 가정대부(嘉靖大夫) 이조참판에 제수되었다. 1475년 6월 21일 아버지 신숙주가 죽자 넷째아들로서 상주(喪主)노릇을 하고 아버지 신숙주의 묘정에 신도비를 세웠으며, 경상북도 고령에 300석의 농토를 마련하였다.
1477년 이조참판이 되었으나, 대간으로부터 재물에 깨끗하고 검약하지 못하다 하여 청간(淸簡)하지 못하다는 탄핵을 받았으나 성종이 그를 특별히 배려하여 공조참판으로 체직되었으며, 그간에 다른 사람의 재산을 탈취하였다는 혐의로 쟁송(爭訟)에 자주 거론되어 인품이 청렴하지 못하다는 세평을 들었다. 한편 훈구세력과 신진사류와의 사이에 권력이동 과정에서 어느쪽의 편도 들지 않다가 후일 희생된다.
1478년 공조참판이 되었다. 1479년 고천군(高川君)에 봉군되었고, 그해 10월 평양선위사(平壤宣慰使)에 임명되었으나 5일만에 사퇴하였다.
1480년 여름 반인(伴人) 문보라(文甫羅)ㆍ김리(金理)ㆍ김건(金巾)의 차첩(此帖)을 위조했다가 발각되었다.
1481년 평안도관찰사에 임명되었으나, 사헌부로부터 탄핵당했다. 이듬해 3월 그가 찍은 서류에 왕의 인신이 위조되어 찍힌 것이 성종의 손에 들어갔다. 4월 이조참판에 이르러 왕의 인신(印信, 왕의 도장)을 위조하여 남의 재산을 탈취하였다는 혐의로 언관들의 탄핵을 받고 파면, 투옥되었다. 1482년(성종 13) 4월 24일 왕의 인신 위조 혐의로 사사(賜死)되었으며 그의 이름은 공신전에서 삭제되고 자손들은 금고에 처해졌다. 청파제(靑坡第)에서 사약을 받았다.

### 처벌과 복권
1482년 시신은 경기도 시흥현 논곡리(후일의 경기도 시흥시 논곡마을 197번지) 술좌(戌座)로 장인 후령군 이간의 묘역 근처에 안장되었다. 그해 4월 29일 충청도관찰사 신준이 형 신정의 일을 상고하여 사직을 청하였으나 윤허하지 않았다 5월 7일 신정이 차첩을 위조한 것을 알고도 보고치 않은 병조 관원들의 추국을 청하다. 그의 자손들도 연좌되어 금고형을 당했다.
그해 5월 30일 신정의 장모인 후령군의 아내 무안군부인 신씨가 신정의 아들에게 벼슬길을 열어주기를 상소하였으나 거절당했다. 1486년 3월 21일 성종이 말하기를, “신정은 죄가 무거우므로 죽였으나, 신숙주의 공으로 특별히 신정의 아들을 벼슬길에 통하게 하였다.”하였다. 그해 7월 22일 성종이 신정의 아들은 특별히 응시를 허가하였다.
1486년 7월 25일 성종은 “신정은 인신(印信)을 위조하였기 때문에 죄준 것이 아니라, 그 때에 승지를 두 번 보내어 물었으나 사실대로 대답하지 않았으므로 죄준 것이다. 신정은 원훈(元勳)의 아들이고 자신도 친공신(親功臣)이니, 인신을 위조한 것으로 죄주었다면, 그 처자는 종이 되는 것을 면할 수 있겠다.”하였다.
1494년 사면, 복관되고 불천지위(不遷之位)의 은전을 받았다.

### 사후
1959년 충북 청원군 가덕면 청용리에 사당 고천군묘가 마련되고 1960년에 위패가 봉안되었다. 2002년 3월 27일 후손들에 의해 묘소가 경기도 시흥시 논곡동 197번지에서 경기도 의정부시 송산동 궁촌마을 뒷산으로 이장되었다.

## 가족 관계
- 증조부 : 신포시(申包翅)
  - 할아버지 : 신장(申檣)
    - 아버지 : 신숙주(申叔舟)
    - 어머니 : 무송 윤씨 - 윤경연(尹景淵)의 딸
      - 형님 : 신주(申澍) - 한명회의 사위
      - 형수 : 청주 한씨 - 한명회의 딸, 공혜왕후, 장순왕후의 자매
        - 조카 : 신종흡(申從洽)
        - 조카 : 신종옥(申從沃)
        - 조카 : 신종호(申從濩) - 의창군(세종의 서자)의 사위

      - 형님 : 신면(申沔)
      - 형수 : 나주 정씨 - 정호(丁湖)의 딸
        - 조카 : 신용관(申用灌)
        - 조카 : 신용개(申用漑)

      - 형님 : 신찬(申澯)
        - 조카 : 정유강(鄭有綱)의 처

      - 동생 : 신준(申浚)
      - 제수 : 류씨 - 류수창(柳秀昌)의 딸
        - 조카 : 신복순(申復淳)

      - 동생 : 신부(申溥)
        - 조카 : 조수강(趙壽崗)의 처

      - 동생 : 신형(申泂=)
      - 제수 : 연일 정씨 - 정부(鄭溥)의 딸
        - 조카 : 신광윤(申光潤)
        - 조카 : 신광한(申光漢)

      - 동생 : 신필(申泌)
        - 조카 : 신세연(申世淵)
        - 조카 : 신세광(申世洸)

      - 동생 : 신행(申𣻚)
      - 매제 : 신명수(申命壽)
      - 부인 : 전주 이씨 - 후령군(태종의 서7남)의 사위
        - 장남 : 신영철(申永澈, 1471 ~ ?)
        - 차남 : 신영홍(申永洪)
- 장인 : 후령군 이간 - 태종의 서자
- 장모 : 평산 신씨 신경종의 딸

## 같이 보기
- 신숙주
- 신면
- 숙원 신씨
- 좌리공신
- 권람
- 한명회
- 후령군
- 정인지
- 정현조

## 참고 문헌
- 고령신씨세보
- 국조방목
- 국조인물고
- 성종실록
- 대동야승
- 연려실기술